# سوسان مونک ویلبک
سوسان مونک ویلبک (دانمارکی: Susanne Munk Wilbek) یا سوسان لاوریتسن (دانمارکی: Susanne Lauritsen؛ زادهٔ ۱۲ اکتبر ۱۹۶۷) بازیکن هندبال اهل دانمارک بود.
از افتخارات وی میتوان به کسب مدال طلا به‌همراه تیم ملی هندبال زنان دانمارک در بازی‌های المپیک تابستانی ۱۹۹۶ اشاره کرد. 